# 毛南语
毛南語（或稱毛難語）是壮侗语系侗水语支的一種語言，為毛南族人所使用，目前這種語言有大約3萬人使用。主要分布在广西环江毛南族自治县的上南、中南和下南乡，邻近的几个县也有少量分布。

## 分布
大约一半毛南族会说毛南语。2010年前该语言没有书写系统，曾用汉字音义拼记或以汉字为基础创造新字来记录毛南语的民歌和宗教诵本等，称“土俗字”。2010年后才出现了以拉丁字母为基础的“毛南语拼音方案” （页面存档备份，存于）。现代政治经济词汇多为汉语西南官话借词，旧的汉语借词多为广西平话借词。毛南人多通壮语和汉语，通用汉语文。小学、中学采用汉语课本，用汉语教授，但小学老师讨论教案多使用毛南语。毛南族主要聚居于广西河池市环江毛南族自治县下南乡，日常语言一般是毛南语。环江毛南族自治县政府官方语言是汉语西南官话。自我认同为毛南族的人里约1/3都分布在贵州省南部，说与毛南语不能互通的佯僙语。
广西河池市环江毛南族自治县以外，毛南语还分布在以下地区。
- 广西河池市南丹县、都安瑶族自治县、宜州区
- 贵州黔南布依族苗族自治州荔波县、平塘县

## 句法
语序是SVO(Lu 2008:169)。(调值数字的含义参见原始台语#声调。)例如：

man2 na4 kʰaːu3

3SG 吃 酒

他/她喝酒。

man2 paːi1 hɯ1

3SG 去 市场

他/她去市场。

毛南语展现中心语前置的结构，即修饰词在被修饰词之后，与汉语相对(Lu 2008:170)。

kʰaːu3 ɦu4ljaːŋ4

酒 高粱

高粱酒
mu5 laːu4

猪 大

大猪

nok7 vin1

鸟 飞

正在飞的鸟
领属助词(P.P.)ti5会产生中心语后置结构。

jaːn1 ndaːu1 ti5 bo4

家 1PL POSS.PTCL 水牛

我们家的水牛
(更普遍的语序是bo4 jaːn1 ndaːu1) (Lu 2008:173-174)。

## 书写系统
毛南语书写系统在2010年才被创造出来。它基于26个基本拉丁字母，以便利键盘输入。z、j、x、s、h可作为声调符号，分别表示2、3、4、5、6调，1调不标。以-b、-d、-g、-p、-t、-k结尾的音节不区分声调。这套书写系统现在用得很有限。

Hez suen ngz nhieij hux gangs deih tuet mad

IPA：ɦe² suːn¹ ŋ² ˀnjai³ ɦu⁴ kaːŋ⁵ dai⁶ tuːt⁷' maːt⁸'

词义： 1SG 教 2SG 买 米 缝 袋 {脱掉} 袜

句意：“我教你怎么买米、缝袋子、脱袜子。”

## 音系
毛南语和同族其他语言有很多共同点。和水语尤其接近。声母系统比较复杂，有四套塞音声母。毛南语的声母系统（80多个声母）比汉语（约20个声母）、壮语（约30个声母）等复杂。一般认为有8个能区别意义的声调。

## 外部連結
- Maonan.info by Lu Tianqiao